# 親愛なる父
「親近なる父」（しんきんなるちち、朝鮮語: 친근한 어버이）は、朝鮮民主主義人民共和国（北朝鮮）の楽曲、プロパガンダソング。
作詞はアン・ブニ、作曲はチョン・チュニル。2024年4月17日に朝鮮中央テレビが初めて放映した楽曲であり、「親しいオボイ」「親愛なる父」とされる事もある。また、朝鮮の声日本語放送では「親しい父」の曲名で紹介される。
オボイ（어버이）とは、朝鮮語、韓国語で父母、北朝鮮ではこれに加えて最高指導者（金正恩）を表す固有語である。

## 概要
前日に行われた平壌のニュータウン竣工式で披露されたライブ映像と共に朝鮮中央テレビが2024年4月17日にMVを初公開。
これまで北朝鮮が公開してきたプロパガンダソングでは、歌詞に金日成主席、金正日総書記、金正恩総書記などが登場する際には「同志」や「将軍」、「領導者」といった敬称がつけられることが多かったが、この曲では敬称が略され、「金正恩」と呼び捨てにされている（金正恩総書記を呼び捨てにすることで「親しみやすい国父」のように演出し、民衆の統率を図る狙いがあるとされる）。このような曲は金正日時代にも存在し、金正日および金正日という名前について歌った『親しきその名』、朝露関係および金正日とウラジーミル・プーチンについて歌った『我らの親善永遠なれ』にもみられる。　　　　　　　　　　　　　　　　　　　　　　　　　　　　　　　　　　　　
また、『攻撃戦だ』や『我々は貴方しか知らない』などの過去の曲から打って変わり、ポップ調の明るい曲となった。公開されたMVでは、群衆に囲まれて笑顔の金正恩やその娘の金主愛の他、満面の笑みを見せる労働者や、親指を立てるパイロットや兵士、さらにリ・チュニをはじめとしたアナウンサーたちも登場し、明るい表情を見せている。

## 反響
MVの公開後、ネット上で本曲に合わせて踊る『親近なる父』チャレンジ動画が登場した。「金正恩がK-POP歌を発表した」と題する動画は2024年5月9日時点で再生回数200万回を突破した。動画中の男性は『親近なる父母』の曲に韓国アイドルグループ「ILLIT」（アイリット）の『Magnetic』の振り付けをあわせて踊っていた。また別の動画では曲を聞いて感想を伝えているものもあり、「テイラー・スウィフトの新アルバムの陰を薄くしてしまうほどだ」と好評を伝えた。
一方、英国放送協会は、「（この曲は）軽快で明るいテンポなうえに危険なほど耳にすっと入ってきて離れない。西洋ポップのヒット曲と大きく変わらない」としてメロディも意図的に多くの人が簡単に歌うことができる音域帯に留まっていたと分析、弾道ミサイルを連発する金正恩総書記の体制宣伝用歌の流行を警告した。さらに、TikTokでも広がりを見せ、「この曲にはグラミー賞が必要だ」などと絶賛されたり、Z世代から「ABBAみたい」となどと言われ、大ウケしている。さらに、「この曲が出されたあと、北朝鮮に向かいます」という文字と共に音楽に合わせて高速で荷物をまとめる投稿には7万近くの「いいね」がついた。
北朝鮮の朝鮮労働党機関紙である労働新聞は2024年6月29日付の紙面において、本楽曲について、国外の動画共有サイトの視聴者が1100万人に達したことやSNSで歌を称賛するコメントが多数投稿されていることなどを紹介した上で「世界的に大反響を呼んでいる」と伝えた。共同通信社によると、北朝鮮国内では基本的にインターネットを利用することが出来ないにもかかわらず、国内向けの報道機関が動画共有サイトに言及するのは異例としている。